# Lillsjön (Nysätra socken, Västerbotten)
Lillsjön är en sjö i Robertsfors kommun i Västerbotten och ingår i Mångbyån-Kålabodaåns kustområde. Sjön har en area på 0,0695 kvadratkilometer och ligger 10,9 meter över havet.

## Delavrinningsområde
Lillsjön ingår i det delavrinningsområde (713895-175891) som SMHI kallar för Rinner mot S Bottenvikens kustvatten. Medelhöjden är 25 meter över havet och ytan är 40,86 kvadratkilometer. Det finns inga avrinningsområden uppströms utan avrinningsområdet är högsta punkten. Avrinningsområdets utflöde mynnar i havet, utan att ha någon enskild mynningsplats. Avrinningsområdet består mestadels av skog (89 procent). Avrinningsområdet har 0,33 kvadratkilometer vattenytor vilket ger det en sjöprocent på 0,8 procent.